# Villefranche-sur-Cher

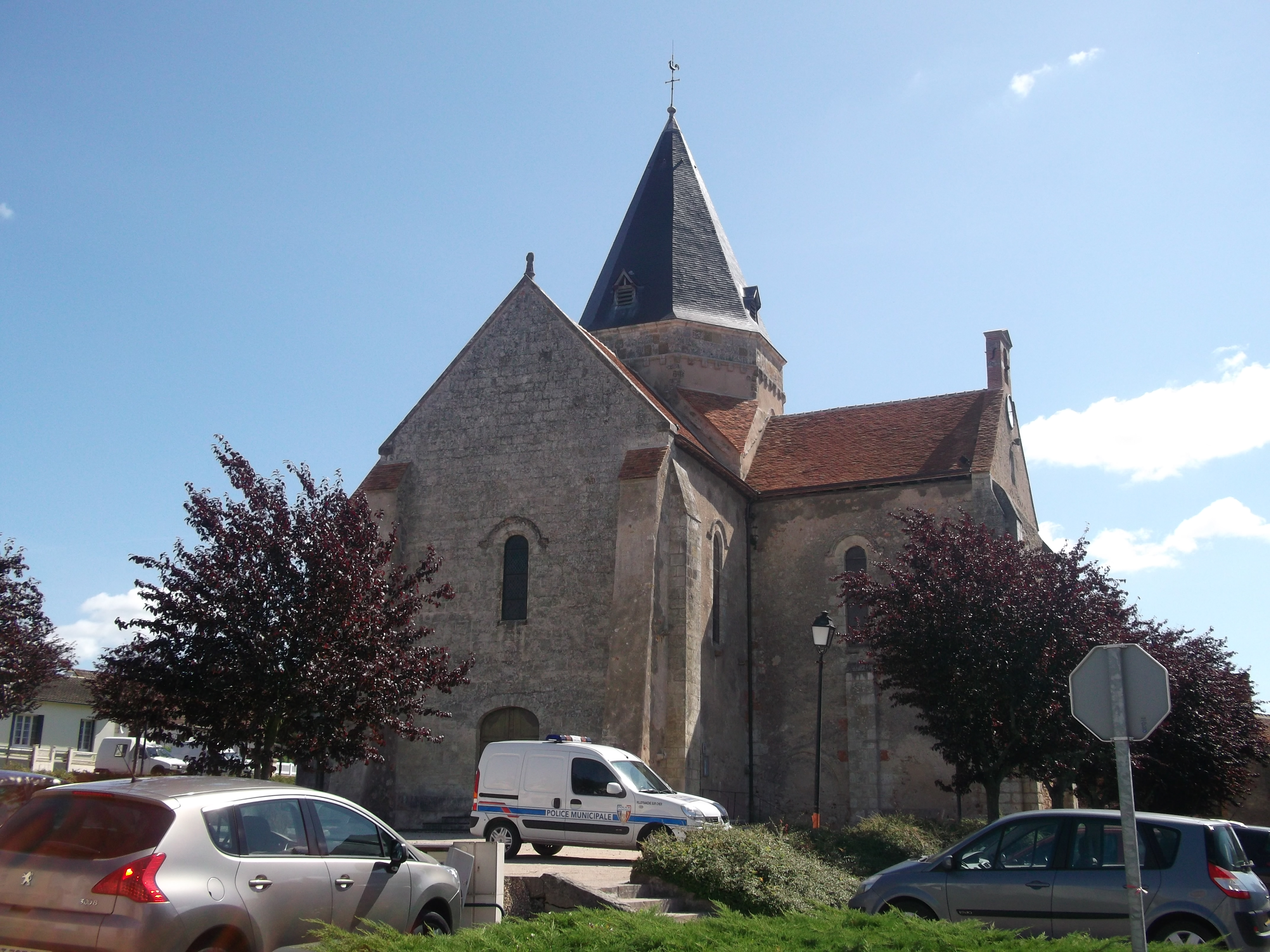
Kerk

Villefranche-sur-Cher is een gemeente in het Franse departement Loir-et-Cher (regio Centre-Val de Loire). De plaats maakt deel uit van het arrondissement Romorantin-Lanthenay. Villefranche-sur-Cher telde op 1 januari 2022 2.657 inwoners.
De romaanse kerk Sainte-Marie-Madeleine werd gebouwd in de 12e eeuw en is sinds 1986 beschermd als monument historique.

## Geografie
De oppervlakte van Villefranche-sur-Cher bedroeg op 1 januari 2022 27,23 vierkante kilometer; de bevolkingsdichtheid was toen 97,6 inwoners per km². De gemeente ligt aan de Cher.
De onderstaande kaart toont de ligging van Villefranche-sur-Cher met de belangrijkste infrastructuur en aangrenzende gemeenten.

## Verkeer en vervoer
In de gemeente ligt spoorwegstation Villefranche-sur-Cher.

## Demografie
Onderstaande figuur toont het verloop van het inwonertal (bron: INSEE-tellingen).